# Charaxes tanganyikae
Charaxes tanganyikae är en fjärilsart som beskrevs av Van Someren 1966. Charaxes tanganyikae ingår i släktet Charaxes och familjen praktfjärilar. Inga underarter finns listade i Catalogue of Life.